# Шіба-іну (криптовалюта)
Токен Шіба-іну або Шиба-іну (Shiba Inu; тикер: SHIB) — це децентралізована криптовалюта на блокчейні Ethereum, створена в серпні 2020 року анонімною особою або групою, відомою як «Ryoshi». Вона названа на честь шіба-іну (柴犬), японської породи собак, що походить з регіону Чубу, тієї самої породи, яка зображена на символі Dogecoin, яка спочатку була сатиричною криптовалютою, заснованою на мемі Догі.

## Історія
Shiba Inu було створено в серпні 2020 року, назвавши себе «вбивцею догів». 13 травня 2021 року Дмитро Маланчук пожертвував понад 50 трильйонів SHIB (на той час вартістю понад 1 мільярд доларів) Індійському фонду допомоги COVID-Crypto Relief Fund.
Обмінна ціна криптовалюти помітно піднялася на початку жовтня 2021 року. Спочатку він зріс більш ніж на 55 % після чуток про запуск децентралізованої біржі, його вартість продовжувала зростати, збільшившись на 240 % протягом тижня. Однак за перший тиждень листопада ціна впала приблизно на 30 %.
24 жовтня 2021 ціна криптовалюти зросла до $0.0000394, ціна виросла із початку року в 460 000 разів. 27 жовтня ціна досягла максимуму на той момент і склала $0.000053, її капіталізація досягла $27 млрд, за даними CoinGecko. За капіталізацією вона обійшла такі великі компанії, як Nissan і LG Electronics, ринкова вартість яких складає відповідно $19.9 млрд і $19.88 млрд..

## Продаж та обсяги
Станом на грудень 2021 року Шіба-іну знаходилася на 13 місці в топ-100 криптовалют із капіталізацією в 2 млрд дол. На той момент вона обійшла такі відомі і набагато старші валюти, як Bitcoin Cash, Litecoin та Monero. У жовтні за капіталізацією вона на деякий час обійшла і Dogecoin, свого ідеологічного противника.
Більшість великих криптовалютних бірж та обмінних пунктів продають цю криптовалюту. Українці можуть купити її за гривні на Бінансі, BTC TRADE UA, KUNA та ще на кількох інших біржах.

## Критика
Шіба-Іну характеризують як «монету-мем» і схему «памп і дамп». Також були занепокоєння з приводу концентрації монети з одним «китовим» гаманцем, який контролює токен на мільярди доларів.

## Збої та баги
На кінець серпня 2023 року, рішення другого рівня Shibarium від творців мем-токена Шіба-Іну (SHIB) відновило виведення коштів через Ethereum-міст після тривалих неполадок, що виникли під час його запуску. Мейннет проєкту розгорнули 16 серпня 2023 року, проте через день Shibarium зіткнулася з операційними проблемами. В результаті, за даними аналітиків Beosin, у міжмережевому протоколі застрягло близько 1003 ETH на 1,8 млн $. Крім того, у смарт-контракті застрягли токени управління Shibarium (BONE) на приблизну суму $762 000. Протягом майже двох тижнів жодна транзакція в кроссчейн-мості не підтверджувалася. Після поновлення роботи протоколу користувачам став доступний висновок SHIB, LEASH та «обгорнутих» ETH. Очікується, що процес триватиме від 45 хвилин до 4 годин. Висновок BONE також був налагоджений, але обробка транзакції може тривати до семи днів. Розробники Shibarium уточнили, що проблема була пов'язана з величезним обсягом трафіку, який надійшов за лічені секунди після запуску мережі. За їхніми словами, сплеск транзакцій створив надмірне навантаження на сервери, внаслідок чого вони перевищили заплановані експлуатаційні обмеження. Для вирішення проблеми команда L2-мережі звернулася за допомогою до Polygon та створила форк протоколу на його основі. Згідно з описом проєкту, Shibarium пропонує швидкі транзакції та низькі комісії завдяки механізму консенсусу Proof-of-Stake. Він забезпечує «підвищену безпеку» за допомогою суверенної ідентичності. Мережа використовує токени екосистеми Shiba Inu — SHIB, LEASH та BONE. Останній обраний, як нативний актив для виплати винагород валідаторам та делегатам. Під ці цілі зарезервовано 20 млн. BONE із загальної емісії в 250 млн монет. В подальшому, SHIB показав ознаки відновлення після спаду на 30 %. Актив торгується за $0,00000795, згідно з CoinGecko. Падіння BONE теж сповільнилося, а курс монети поки що завмер на позначці $1,25.